# Universiteit van Orange
De universiteit van Orange (Orange) bestond van 1365 tot 1793, in het prinsdom Orange; Orange is thans een stad in het Franse departement Vaucluse. Het was een protestantse universiteit in de periodes 1573-1682 en 1697-1713, toen Oranje-Nassau het prinsdom bestuurde. In de overige jaren was het een Roomse universiteit, aanvankelijk in het Heilige Roomse Rijk (tot 17e eeuw) en nadien in het koninkrijk Frankrijk (17e – 18e eeuw).

## Historiek

### Voorloper
In 1268 stichtte paus Clemens IV een bisschoppelijke school, onder leiding van bisschop Petrus II van Orange. Raymond I van Baux, prins van Oranje, stond achter deze beslissing. Deze school ging na hem, enkele decennia later, ten onder.

### Roomse universiteit (1363-1573)
De Roomse geestelijken onder leiding van bisschop Joannes II van Orange vroegen aan keizer Karel IV van het Heilige Roomse Rijk de goedkeuring voor de stichting van een universiteit in Orange. Zij vroegen dit niet aan de paus. Raymond V van Les Baux, prins van Orange, stond achter deze vraag. Raymond V was een leenman van de keizer. Karel IV keurde de stichting goed op 6 juni 1365 tijdens zijn bezoek aan Avignon. In de stichtingsakte vermeldde hij de voormalige school in Orange en zag hij in de universiteit een wetenschappelijke heropleving. Een jaar later volgde paus Urbanus V, die in Avignon woonde, de keizer met een pauselijke goedkeuring. De universiteit kreeg zes faculteiten: kerkelijk recht; burgerlijk recht; geneeskunde; filosofie; logica en grammatica. De bisschop van Orange was steeds de kanselier van de universiteit; de proost van het kapittel van de kathedraal van Orange mocht steeds de rector zijn. Nadat in 1379 hertog Lodewijk I van Anjou de studenten weggejaagd had van de universiteit van Montpellier, kende Orange een opwaartse trend.

### Protestantse universiteit (1573-1682)

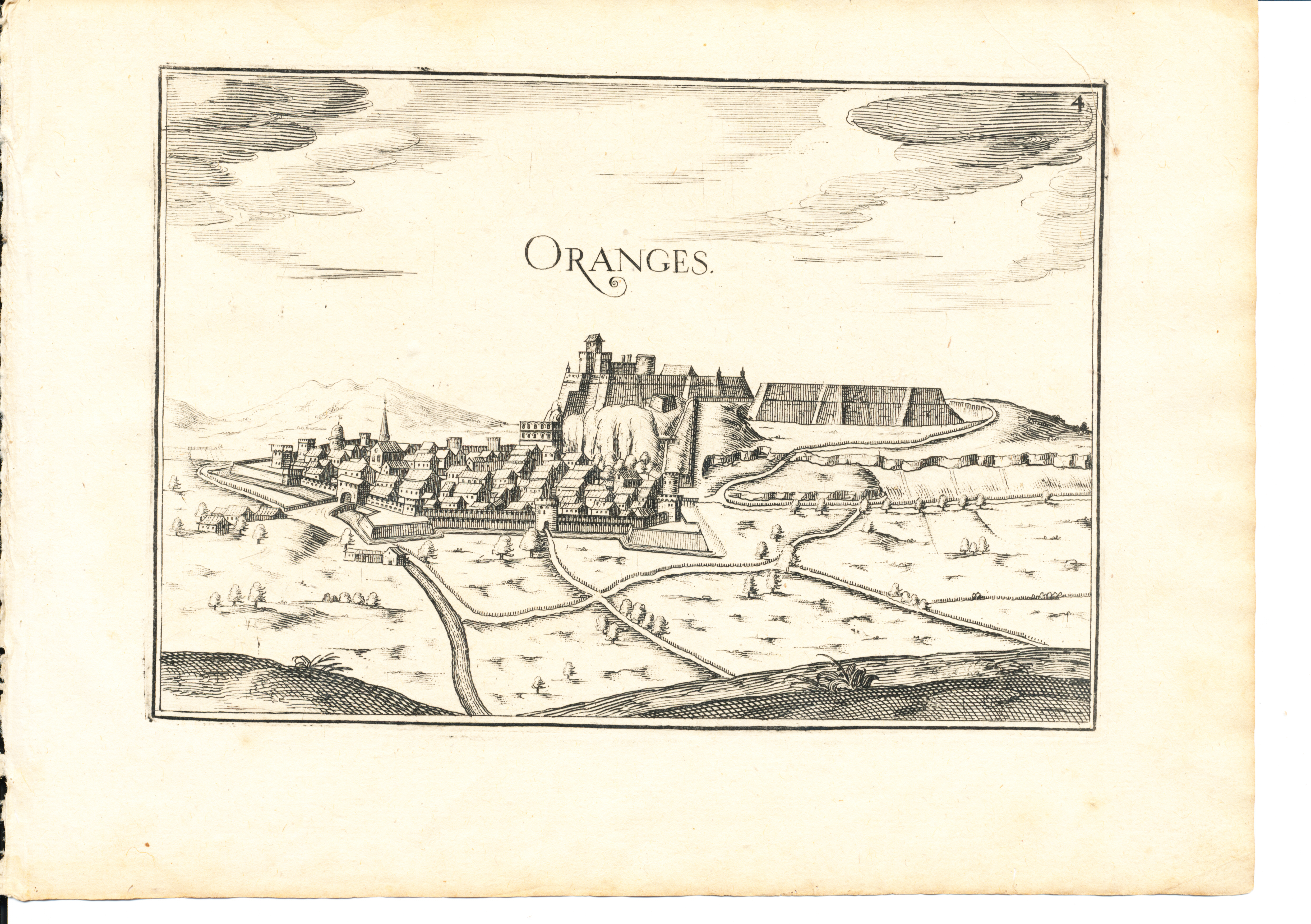
De stad Orange in de 17e eeuw

Door de Godsdienstoorlogen in Frankrijk kende de universiteit van Orange chaos. Willem de Zwijger voerde de reformatie door aan de universiteit, alsook in de rest van het prinsdom Orange. Orange werd zo een van de 3 belangrijke protestantse universiteiten aan de buitengrenzen van het koninkrijk Frankrijk: Orange, Orthez en Sedan.
Op 3 november 1583 stelde Willem de Zwijger in Dordrecht een edict op om fiscale zaken en tuchtzaken te organiseren. Willem stelde als volgt:
“Voulons aussi et ordonnons que l’institution de l’Université d’Orange ….soit gardée et observée; et les Professeurs, Régents et Ecoliers et tous les autres de la dite université jouissent des privilèges, franchises et immunités dont mention est faite aux lettres de ladite constitution et desquels jouissent les autres fameuses Universités. » 
Dit betekent « Zo willen wij en leggen vast dat de instelling van de universiteit van Orange bewaard blijft en gerespecteerd. De professoren, surveillanten en studenten en alle anderen van de universiteit dienen te genieten van privilegies, vrijstellingen en immuniteit die alle vermeld staan in de stichtingsbrieven en waarvan andere befaamde universiteiten ook van genieten.” Met het edict van 1583 volgde een belangrijke geldsom van Willem de Zwijger voor de universiteit. Dit werd herhaald in 1607 door Filips Willem van Oranje. De universiteit van Orange ondervond zware concurrentie van deze van Avignon, Montpellier en Perpignan. Orange bleef in trek voor studenten in protestantse theologie en rechten; de studenten kwamen vaak uit Holland en Zwitserland. Met Lodewijk XIII van Frankrijk kreeg de universiteit van Orange het voor mekaar dat haar (protestantse) diploma’s erkend werden over heel Frankrijk.
De universiteit kende haar hoogtepunt in de 17e eeuw. Zo werden er in het jaar 1679 93 diploma’s uitgereikt.

### Roomse universiteit (1682-1697)
Na de Hollandse oorlog veroverden Franse troepen van koning Lodewijk XIV het prinsdom Orange. Zij verjoegen de protestanten. Lodewijk XIV eiste dat elke afgestudeerde met een diploma van Orange bij zijn bisschop moest bewijzen dat hij katholiek was. Zo niet was zijn diploma van Orange ongeldig. De bisschop van Orange bestuurde de universiteit.

### Protestantse universiteit (1697-1713)
Tussen de Vrede van Rijswijk (1697) en de Vrede van Utrecht (1713) werd de universiteit andermaal protestants. Willem V van Oranje-Nassau steunde de universiteit doch zij kende niet meer diezelfde bloei als eerder in de 17e eeuw.

### Roomse universiteit (1713-1793)
Het koninkrijk Frankrijk annexeerde het prinsdom Orange en hiermee werd de universiteit rooms-katholiek. De universiteit kende talrijke strubbelingen en leed nog meer onder de concurrentie met andere Franse universiteiten. Met de Franse Revolutie werd de universiteit van Orange gesloten. Ten gevolge van de onderwijshervorming van Joseph Lakanal en andere revolutionnairen werd zij afgeschaft (1793).